# 石渠 (成化進士)
石渠（1438年—？），字翰卿，直隸淮安府清河縣人，明朝政治人物。同進士出身。

## 生平
成化元年（1465年）舉乙酉科應天府鄉試第三十三名。成化二年（1466年）聯捷丙戌科會試第三百三十五名，殿試登進士第二甲第十一名。

## 家族
曾祖石光著，曾任知州。祖父石希永，曾任知縣。父亲石詹甫，曾任按察司檢校。